# جوسيف غانتس
جوسيف غانتس (بالألمانية: Josef Ganz)‏ هو مخترِع ومهندس وصحفي ألماني، ولد في 1 يوليو 1898 في بودابست في المجر، وتوفي في 26 يوليو 1967 في St Kilda, Victoria ‏ في أستراليا.